# Бараново (Осташковский район)
Бараново — деревня в Осташковском городском округе Тверской области.

## География
Находится в западной части Тверской области на расстоянии приблизительно 8 км на северо-запад по прямой от города Осташков на западном берегу озера Селигер.

## История

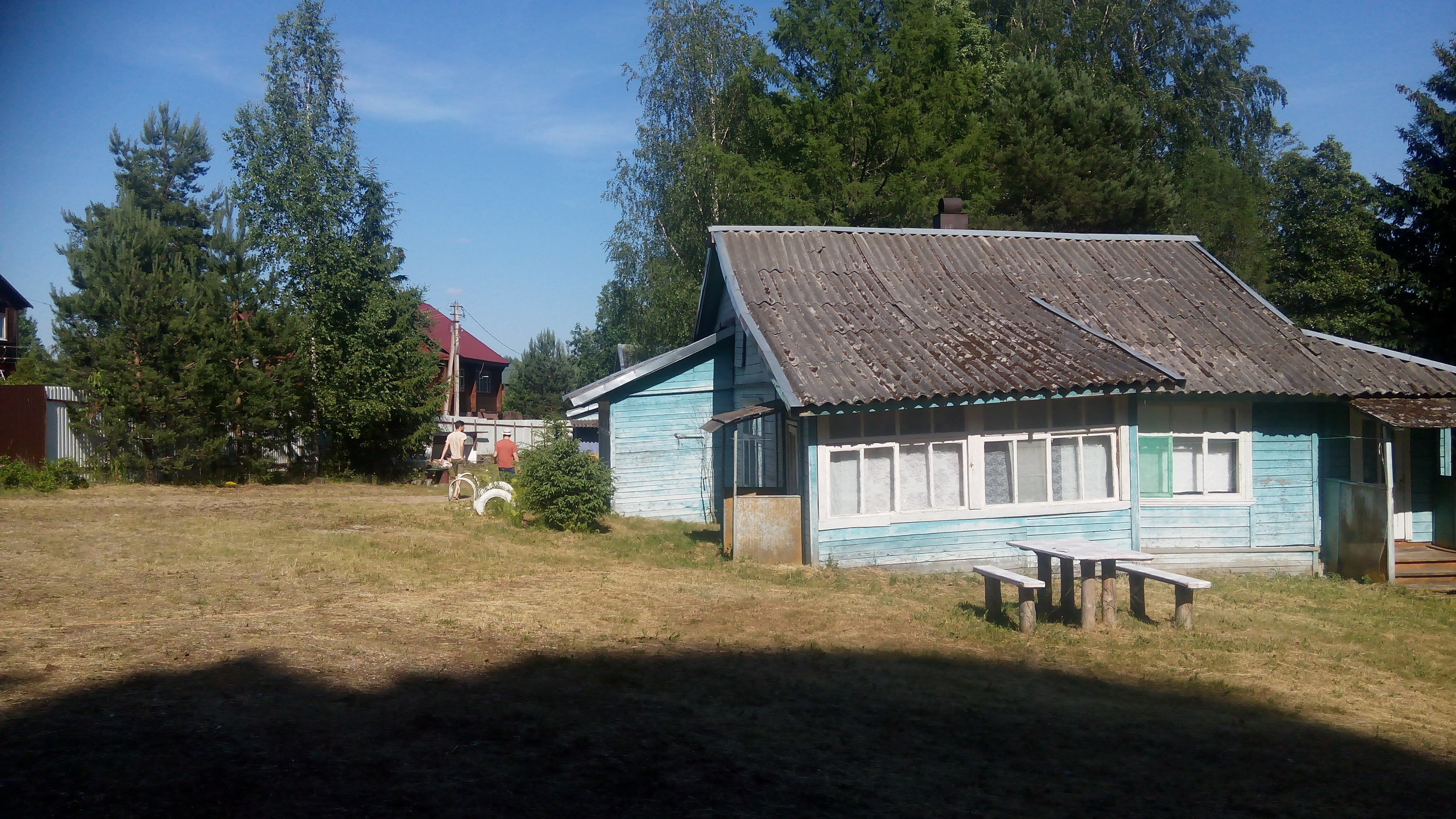
Турбаза «Бараново»

Деревня была показана ещё на карте 1825 года. В 1859 году здесь (деревня Осташковского уезда) было учтено 4 двора, в 1939 — 13. До 2017 года входила в Ботовское сельское поселение Осташковского района до их упразднения.

## Население
Численность населения: 33 человека (1859 год), 18 (русские 72 %) 2002 году, 12 в 2010.